# Yelena Guryeva
Pour les articles homonymes, voir Gouriev.
Yelena Ilyinichna Guryeva (russe : Елена Ильинична Гурьева), née le 29 novembre 1958, est une ancienne joueuse soviétique de hockey sur gazon. Elle est médaillée de bronze aux Jeux de 1980.

## Carrière
Yelena Guryeva fait partie de l'équipe soviétique de hockey sur gazon qui remporte la médaille de bronze aux Jeux olympiques d'été de 1980.

## Palmarès

### Jeux olympiques
- médaille de bronze du tournoi féminin en 1980 à Moscou,  Union soviétique